# مايك كوب (سائق سباق)
مايك كوب (بالإنجليزية: Mike Cope)‏ هو سائق سباق أمريكي، ولد في 8 مايو 1962 في بينيلاس بارك في الولايات المتحدة.

## وصلات خارجية
- الموقع الرسمي
- مايك كوب على موقع Racing-Reference.info (الإنجليزية)